# Roy Emile Gereau
Roy Emile Gereau  (5 de diciembre de 1947) es un botánico estadounidense.

## Biografía
Obtuvo su B.A. en matemática y francés, por la Universidad de Iowa, en 1969; su B.S. en forestales, por la Michigan Technological University, en 1975; su M.S. en Ciencias Biológicas, de la Michigan Technological University, en 1978.
Fue curador asistente, en el Missouri Botanical Garden, de St. Louis, entre 1983 a 2005; asciende a Curador en abril de 2005 al presente.
Ha realizado recolecciones e inventarios florísticos en Camerún de 1993 a 1994; República del Congo: 1991; Costa Rica: 1989, 2002; Congo: 1992, 1994; Etiopía: 1984; Guatemala: 1980, 1986; Kenia: 1994, 2003; Madagascar: 1989, 1995; México: 1979, 1980, 1986; Tanzania: 1984-1985, 1988-1989, 1990-1991, 1992, 1993-1994, 1996, 1997-1998, 1999, 2000, 2001, 2005, 2006; Uganda: 1998.
Se ha especializado en sistemática de Ancistrocladaceae; taxonomía de Mimosaceae y Sapindaceae de África; taxonomía de Sapindales.

## Algunas publicaciones
- Gereau, RE. An interactive program for teaching carbon labeling in photosynthesis written in ASCII PLl. Proc. Eighth Conference on Computers in the Undergraduate Curricula: 7-ll. 1977
- ----. Calculus for the life sciences (Textbook supplement & biological examples for course sequence of same name.) Michigan Technological University Technical Report N.º MA-78-l. l39 p. 1978
- ----; JM Glime & J F Gereau. Bryophytes of Mount Lookout, Keweenaw County, Míchigan. Michigan Bot. 19: 247-250. 1980
- ----; R.L. Robbins. Pest management in herbaria. Herbarium News 4: 2l-23. 1984
- ----; RK Rabeler. Eurasian introductions to the Michigan flora. I. Michigan Bot. 23: 39-46. 1984
- ----; RK Rabeler. Eurasian introductions to the Michigan flora. II. Michigan Bot. 23: 5l-56. 1984
- ----; CC Bodner. A contribution to Bontoc ethnobotany. Econ. Bot. 42: 307-369. 1988
- ----. Book review: Flora of Australia, Volume 45. Ann. Missouri Bot. Gard. 75: 1167. 1988
- ----. Grasses of Missouri: an annotated checklist. Missouriensis 8: 49-70. 1988
- ----. Three new species of Bomarea (Alstroemericaceae) from Mesoamerica. Ann. Missouri Bot. Gard. 76: 598-601. 1989
- ----; JC Lovett. Notes on the floral morphology and ecology of Margaritaria discoidea (Euphorbiaceae) in Tanzania. Ann. Missouri Bot. Gard. 77: 217-218. 1990
- ----. Achuaria, nuevo género de Rutaceae, con una sinopsis de las Cuspariinae peruanas. Candollea 45: 363-372. 1990
- ----. Matayba macrocarpa (Sapindaceae), nueva especie de la Amazonía peruana. Candollea 45: 373-378. 1990
- ----; Q Jiménez M. Peltostigma parviflorum (Rutaceae), nueva especie de Costa Rica y Colombia. Ann. Missouri Bot. Gard. 78: 527-530. 1991
- ----. El género Amyris (Rutaceae) en América del Sur, con dos especies nuevas de la Amazonía occidental. Candollea 46: 227-235. 1991
- ----; DN Smith. Bomarea albimontana (Alstroemeriaceae), a new species from high Andean Peru. Candollea 46: 503-508. 1991
- ----; JC Lovett.Moraea callista (Iridaceae) in the southern highlands of Tanzania. Kew Mag. 8: 194-197. 1991
- ----; AW Meerow; L Brako. New combinations in Hippeastrum, Ismene, and Leptochiton (Amaryllidaceae) for the flora of Peru. Novon 3: 28-30. 1993
- ----. The identity of Tetragonia horrida Britton. Taxon 42: 411-412. 1993
- ----. Inga (Fabaceae), Plantaginaceae, Rosaceae, Sapindaceae. In: L. Brako & J. L. Zarucchi (eds.), Catalogue of the Flowering Plants & Gymnosperms of Peru. Monogr. Syst. Bot.Missouri Bot. Gard. 45: 481-486, 923-925, 1003-1010, 1059-1068. 1993
- ----; DW Thomas. Ancistrocladus korupensis (Ancistrocladaceae), a new species of liana from Cameroon. Novon 3:494-498. 1993
- ----. Alstroemeriaceae. In: G. Davidse, M. Sousa S. & A. O. Chater (eds.), Flora Mesoamericana 6:48-51. Universidad Nacional Autónoma de México, Missouri Botanical Garden & The Natural History Museum (London). 1994
- ----; JC Lovett; KJ Sidwell. Vegetation & phytogeography of the Kitulo Plateau, southern Tanzania. Pp. 1025-1041. In: J.H. Seyani & A. C. Chikuni (eds.), Proc. XIII Plenary Meeting of AETFAT, Zomba, Malawi, 2-11 de abril de 1991. National Herbarium & Botanic Gardens of Malawi, Zomba. 1994
- ----; R Vásquez. Una nueva Froesia (Quiinaceae) de la Amazonía occidental. Novon 4: 246-249. 1994
- ----; DW Thomas, MR Boyd, JH Cardellina, J Jato, P Symonds. Sustainable harvest of Ancistrocladus korupensis (Ancistrocladaceae) leaf litter for research on HIV. Econ. Bot. 48: 413-414. 1994
- ----. A new combination in Peltostigma (Rutaceae). Novon 5: 34-35. 1995
- ----; C Marticorena. Polycarpon coquimbense (Caryophyllaceae), a new species from the Norte Chico of Chile. Novon 5: 152-155. 1995.
- ----. Current & potential areas of collaboration between the Missouri Botanical Garden & Tanzanian botanical insitutions; pp. 6-10. En: J. S. Miller & R. E. Gereau (eds.), Strategy Conference on the Development of Botanical Collections in Tanzania. 1996. Missouri Botanical Garden.
- ----. Typification of names in Ancistrocladus Wall. (Ancistrocladaceae). Novon 7: 242-245. 1997
- ----; P Vorster. Encephalartos ituriensis (Zamiaceae): an emended description. Adansonia, sér. 3, 20: 211-216. 1998
- ----; GE Schatz; PP Lowry II. A new combination in Tarenna (Rubiaceae) from Central Africa. Novon 8: 140. 1998
- ----. A revision of the Malagasy endemic genus Chouxia Capuron (Sapindaceae). Adansonia, sér. 3, 21: 51-62. 1999
- ----. Agavaceae, Alliaceae, Anthericaceae, Asparagaceae, Asphodeloceae, Asteliaceae, Dracaenaceae, Melanthiaceae, Phormiaceae. In: P. M. Jørgensen & S. Léon-Yánez (eds.), Catalogue of the Vascular Plants of Ecuador. Monogr. Syst. Bot. Missouri Bot. Gard. 75:200, 202, 216-217, 260, 440, 561, 784. 1999
- ----; P Vorster. What does Encephalartos ituriensis really look like? Encephalartos 58: 11-18. 1999
- ----; JS Miller. Therapeutic potential of plant-derived compounds: realizing the potential. Pp. 25-37. En: S. O. Cutler & H. G. Cutler (eds.), Biologically Active Natural Products: Pharmaceuticals. CRC Press, New York. 1999
- ----; D Kenfack. Le genre Uvariopsis (Annonaceae) en Afrique tropical, avec une espèce nouvelle du Cameroun. Adansonia, sér. 3, 22: 39-43. 2000
- ----. Aizoaceae, Aloaceae, Basellaceae, Bataceae, Chenopodiaceae, Liliaceae, Molluginaceae, Portulacaceae. In: W. D. Stevens, C. Ulloa Ulloa, A. Pool & O. M. Montiel (eds.), Flora de Nicaragua. Monogr. Syst. Bot. Missouri Bot. Gard. 85: 48-49, 56, 395-397, 603-604, 1219-1228, 1507-1508, 2180-2183. 2001
- ----. New names in African Celastraceae and Rutaceae. Novon 11: 43-44. 2001
- ----; P Goldblatt; JC Manning. Nomenclatural Clarifications in Aristea Sect. Racemosae (Iridaceae) in the Cape Flora of South Africa. Novon 12: 190-195. 2002
- ----; GM Walters. Chamaecrista mwangokae (Fabaceae, Caesalpinioideae), a new species from the Southern Highlands of Tanzania. Novon 13: 438-442. 2003
- ----; D Kenfack, G Gosline, GE Schatz. The genus Uvariopsis (Annonaceae) in tropical Africa, with a recombination and one new species from Cameroon. Novon 13: 443-449. 2003
- ----; WRQ Luke. List of potentially threatened plants in the Eastern Arc Mountains and East African Coastal Forest Mosaic Biodiversity Hotspot of Kenya and Tanzania, prepared for the Critical Ecosystem Partnership Fund. https://web.archive.org/web/20040808043925/http://cabs.kms.conservation.org/WOMBAT/. 2003
- ----; T Brooks, M Hoffmann, N Burgess, A Plumptre, S Williams, RA Mittermeier, S Stuart. Eastern Afromontane. Pp. 240-243. In: RA Mittermeier, R Robles G., M Hoffmann, J Pilgrim, T Brooks, CG Mittermeier, J Lamoreux & GAB Da Fonseca, Hotspots Revisited. CEMEX. 2004
- ----; S Bodine. Crotalaria mwangulangoi (Fabaceae, Faboideae), a new species from the Udzungwa Mountains, Tanzania. Novon 15: 286-289. 2005
- ----; H Lantz. A new species of Rytigynia (Rubiaceae, Vanguerieae) from northeastern Tanzania, with notes on the circumscription of the genus. Novon 15: 315-318. 2005
- ----. Inga Mill. In: A. Rudas L. & A. Prieta C., Flórula del parque nacional natural Amacayacu, Amazonas, Colombia. Monogr. Syst. Bot. Missouri Bot. Gard. 99: 210-240. 2005
- ----; CM Taylor; GM Walters. Revision of Ancistrocladus Wall. (Ancistrocladaceae). Ann. Missouri Bot. Gard. 92: 360- 399. 2005
- ----; CM Taylor; WRQ Luke. Endemic plant species of the Eastern Arc Mountains of Kenya & Tanzania: analysis & refinement of distributional patterns. Pp. 267-277 in: S. A. Ghazanfar & H. J. Beentje (eds.), Taxonomy and Ecology of African Plants, their Conservation and Sustainable Use. Proc. 17º AETFAT Congress, Addis Ababa, Ethiopia. Royal Botanic Gardens, Kew. 2006
- ----; TLP Couvreur, JJ Wiersema, JE Richardson. Overview of Tanzanian Annonaceae and a comparison with those of Gabon, including the description of four new species of Monodora and Isolona from Tanzania. Adansonia, sér. 3
- ----; Field Guide to the Moist Forest Trees of Tanzania
- ----; JC Lovett, CK Ruffo, JD Taplin. Critical Ecosystem Partnership Fund, Centre for Ecology, Law, & Policy & Frontier-Tanzania. Gombe National Park. In: R. E. Gereau & J. S. Miller (eds.), Floristic Studies in Tropical Africa & Madagascar. Aceptado para publicar en Monogr. Syst. Bot. Missouri Bot. Gard.
- ----. An introduction to the forest ecology and a species list of vascular plants of the Réserve de Faune à Okapis, Ituri Forest, Democratic Republic of Congo. In: R. E. Gereau & J. S.

Miller (eds.), Floristic Studies in Tropical Africa and Madagascar. Accepted for publication in Monogr. Syst. Bot. Missouri Bot. Gard.
- ----. Lake Nyasa Climatic Region floristic checklist. In: R. E. Gereau & J. S. Miller (eds.), Floristic Studies in Tropical Africa and Madagascar. Monogr. Syst. Bot. Missouri. Bot. Gard. [enviado]

### Libros
- 1978. Measurement of aggregation and related sampling problems in a fully censused northern hardwoods-conifer stand. Ed. Michigan Technological University. 472 pp.

- La abreviatura «Gereau» se emplea para indicar a Roy Emile Gereau como autoridad en la descripción y clasificación científica de los vegetales.[1]